# توماس فايسنبرغر
توماس فايسنبرغر (بالألمانية: Thomas Weissenberger)‏ هو لاعب كرة قدم نمساوي في مركز الهجوم، ولد في 28 مايو 1971. شارك مع منتخب النمسا لكرة القدم. أما مع النوادي، فقد لعب مع أدميرا فاكر مودلينغ وفيرست فيينا ولاسك لينتس ونادي نورنبرغ.

## وصلات خارجية
- توماس فايسنبرغر على موقع قاعدة بيانات كرة القدم.إي يو (الإنجليزية)
- توماس فايسنبرغر على موقع ناشيونال فوتبول تيمز (الإنجليزية)
- توماس فايسنبرغر على موقع عالم كرة القدم.نت (الإنجليزية)